# باریک‌دندانان
باریک‌دندانان (انگلیسی: Angustidontidae) یک خانواده منقرض شده از سخت‌پوستان هومیگو (eucarid) و تنها نمایندگان راستهٔ باریک‌دندان‌سانان (Angustidontida) است. آنها شکارچیانی بودند که اندازه آنها بین ۴ تا ۹ سانتی‌متر بود و در دوره دوونین پسین و کربنیفر اولیه زندگی می‌کردند. 
آنها از اولین هومیگویانی بودند که آرواره‌پا (maxilliped) را توسعه دادند، که از اولین یا دومین سینه‌پاهای (thoracopods) اصلاح شده بودند. در ابتدا تصور می‌شد که آنها از پهن‌بال‌سانان (eurypterids) هستند، اما بعداً رابطه احتمالی آنها با ده‌پایان مشخص شد.